# Aproximante palatal sonora nasalizada
La aproximante palatal sonora nasalizada es un tipo de sonido consonántico utilizado en algunas lenguas orales. El símbolo en el Alfabeto Fonético Internacional que representa este sonido es ⟨ j̃ ⟩ , es decir, j con una virgulilla. El símbolo X-SAMPA equivalente es j~, y en la notación fonética americanista es ⟨ ỹ ⟩.
La aproximante palatal sonora nazalisada a veces se denomina yod nasal; [j̃] y [w̃] pueden denominarse deslizamiento nasal.

## Características
- Su modo de articulación es aproximante, lo que significa que se produce con un articulador cerca de otro, la lengua y el alvéolo dental, pero sin que se reduzca la apertura hasta el punto en que se produzca una turbulencia de aire audible.
- Su punto de articulación es palatal, lo que significa que es articulada con la parte media o trasera de la lengua contra el paladar duro.
- Su tipo de fonación es sonora, lo que significa que las cuerdas vocales vibran durante la articulación.
- Es una consonante nasal, lo que significa que el aire escapa a través de la nariz.
- Es una consonante central , lo que significa que se produce dirigiendo la corriente de aire a lo largo del centro de la lengua, en lugar de hacia los lados.
- El mecanismo de la corriente de aire es pulmonar , lo que significa que se articula empujando el aire únicamente con los músculos intercostales y el diafragma , como en la mayoría de los sonidos.

## Ocurre en
[j̃] , escrito ny, es una realización común de /j/ antes de vocales nasales en muchos idiomas de África occidental que no tienen una distinción fonémica entre oclusivas nasales y orales sonoras, como los idiomas yoruba , ewé y edo.
| Idioma              | Idioma                                                             | Palabra               | AFI         | Significado            | Notas |
| ------------------- | ------------------------------------------------------------------ | --------------------- | ----------- | ---------------------- | --- |
| Ñe'engatú           | Ñe'engatú                                                          | nheẽ                  | [j̃ẽʔẽ]      | 'hablar'               | Influencia del Portugués brasileño el sonido nh. A veces se escribe con ñ |
| indostánico         | indostánico                                                        | संयम / sanyama         | [səj̃jəm]    | 'paciencia'            | Alofono de ɲ ante j. |
| cáingang            | cáingang                                                           | [j̃ũ]                  | [j̃ũ]        | 'brave'                | Posible realización inicial de palabra de /j/ antes de una vocal nasal. |
| Lombardo            | Lombardo                                                           | bisògn de             | [biˈzɔj̃ d̪e] | 'necesidad de (algo)'  | Alofono de ɲ ante a consonant. |
| Criollo de luisiana | Criollo de luisiana                                                | [sɛ̃j̃ɛ̃]                | [sɛ̃j̃ɛ̃]      | 'sangrar'              | Alófono intervocálico de ɲ |
| Polaco              | Polaco                                                             | państwo               | [ˈpãj̃stfɔ]  | 'estado, país'         | Alófono de ɲ antes de fricativas. |
| Portugués           | Brasileño                                                          | sonho                 | [ˈsõj̃ʊ]     | 'sueño'                | Alófono de Archivo de audio "ɲ" no encontrado entre vocales, nasaliza la vocal anterior. Sonido /ɲ/ original del idioma.                                                                                 |
| Portugués           | La mayoría de los dialectos                                        | cães                  | [kɐ̃j̃s]      | 'perros '              | Alófono de j después de vocales nasales. |
| Portugués           | Algunos dialectos                                                  | me ame!               | [ˈmj̃ɐ̃mi]    | 'Quiéreme!'            | Alófono no silábico de i entre sonidos nasal. |
| Shipibo             | Shipibo                                                            | [ ejemplo requerido ] |             |                        | Alófono de /j/ después de vocales nasales. |
| Español             | Adaeseño                                                           | año                   | [ˈãj̃o]      | 'año'                  | Alófono de ɲ entre vocales, nasalizada la vocal anterior. |
| Español             | Otros dialectos, ocasionalmente en un habla rápida y despreocupada | niños                 | [ˈnij̃os]    | 'niños'                | Alófono de /ɲ/. Debido a que se conserva la nasalidad y no existe una posible fusión con ningún otro fonema español, este proceso rara vez se nota y nunca se ha determinado su distribución geográfica. |
| yakuto              | yakuto                                                             | айыы                  | [aȷ̃iː]      | 'pecado, transgresión' | /ȷ̃/ no se distingue de /j/ en la ortografía |